# András Péter
András Péter es un deportista húngaro que compitió en piragüismo en la modalidad de aguas tranquilas. Ganó una medalla de bronce en el Campeonato Mundial de Piragüismo de 1966 en la prueba de C2 10 000 m.

## Palmarés internacional
| Campeonato Mundial | Campeonato Mundial    | Campeonato Mundial | Campeonato Mundial |
| Año                | Lugar                 | Medalla            | Evento             |
| ------------------ | --------------------- | ------------------ | ------------------ |
| 1966               | Berlín Oriental (RDA) | Medalla de bronce  | C2 10 000 m        |